# Stadniczka żółtoskrzydła
Stadniczka żółtoskrzydła (Brotogeris chiriri) – gatunek średniej wielkości ptaka z rodziny papugowatych (Psittacidae) zamieszkującego Amerykę Południową. Nie jest zagrożony.

## Systematyka i zasięg występowania
Dawniej stadniczka żółtoskrzydła i podobna do niej stadniczka białoskrzydła (B. versicolurus) były często uznawane za ten sam gatunek.
Międzynarodowy Komitet Ornitologiczny (IOC) wyróżnia dwa podgatunki B. chiriri:
- B. c. chiriri (Vieillot, 1818) – północno-wschodnia, środkowa i południowo-wschodnia Brazylia, północna Boliwia, Paragwaj oraz północna Argentyna; introdukowane populacje w USA – w Miami (Floryda) i w Kalifornii[3][6].
- B. c. behni Neumann, 1931 – środkowa i południowa Boliwia.

## Morfologia
Stadniczka żółtoskrzydła mierzy około 22 cm oraz waży 72 g. Brak widocznego dymorfizmu płciowego. W ubarwieniu dominuje kolor zielony. Pokrywy II rzędu są żółte. Oczy są ciemnobrązowe, a dziób pomarańczowobrązowy. Nogi są koloru cielistego. Młode ubarwieniem przypominają dorosłe, mają ciemniejszy dziób.

## Dieta
Stadniczki żółtoskrzydłe żywią się kwiatami, owocami, nasionami i nektarem.

## Status
Międzynarodowa Unia Ochrony Przyrody (IUCN) od 2004 r. uznaje stadniczkę żółtoskrzydłą za gatunek najmniejszej troski (LC – Least Concern). Liczebność populacji nie została oszacowana, ale ptak ten opisywany jest jako lokalnie pospolity. Trend liczebności populacji uznaje się za spadkowy ze względu na utratę siedlisk. Gatunek ten jest ujęty w II załączniku konwencji waszyngtońskiej (CITES).